# Tomas Danilevičius
Tomas Danilevičius (Klajpeda, Szovjetunió, 1978. július 18. –) litván labdarúgócsatár, 2017. szeptember 30. és 2023. március 10. között a Litván labdarúgó-szövetség elnöke.

## Pályafutása

### Klubcsapatokban
1995 és 2001 között kevés lehetőséget kapott az aktuális egyesületétől (Club Brugge, Gyinamo Moszkva, Lausanne). 2000-ben az Arsenalban két bajnoki mérkőzésen játszott. 2001 és 2002 között a belga Beverenben 29 találkozón 10-szer volt eredményes. 2002-től 2006-ig a Livornóban gyakran szerepet kapott: 73 találkozón 10 gólt szerzett.
2007 januárjában a Bologna szerződtette. Egy év után hat hónapos kölcsönszerződést írt alá a Grossetóval, majd 2008 júniusában visszatért Livornóba négy évre szóló szerződéssel. 2011-ig 75 bajnoki meccsen lépett pályára és 14 gólt szerzett.
2011-ben Danilevičiust ingyenes átigazolással szerződtette az Juve Stabia. A labdarúgó pályafutását 2014-ben a szlovén Gorica együttesénél fejezte be.

### A válogatottban
72 alkalommal szerepelt a litván válogatottban. 2009 szeptemberéig a 72 mérkőzésen 19 gólt szerzett, ezzel minden idők legjobb litván válogatott góllövő lett.

## Sikerei, díjai

### Klubcsapatokkal
Livorno
- Feljutás a Serie A 1-be: 2003–04

 Gorica
- Szlovén kupa: 2013–14

### Egyéni
- A litván labdarúgó-válogatott rekordere (19 góllal)
- Az év litván labdarúgója: 2006, 2007

## Fordítás
- Ez a szócikk részben vagy egészben  a   Tomas Danilevičius című angol Wikipédia-szócikk ezen változatának fordításán alapul.  Az eredeti cikk szerkesztőit annak laptörténete sorolja fel. Ez a jelzés csupán a megfogalmazás eredetét és a szerzői jogokat jelzi, nem szolgál a cikkben szereplő információk forrásmegjelöléseként.